# Felsritzung von Le Closeau
Die Felsritzung von Le Closeau (französisch Le visage gravé du Closeau) liegt in Nanteau-sur-Essonne im Département Seine-et-Marne, südlich von Boigneville im Département Essonne und nahe Le Malesherbois im Département Loiret in einem Dreidépartementeck in Frankreich.
Das den Gravuren auf Statuenmenhiren ähnliche Gesicht von Le Closeau befindet sich gemeinsam mit einer Axtdarstellung auf einem mutmaßlich aufgestellten Felsblock. Basierend auf Vergleichen mit Statuenmenhiren auf Guernsey und in der Schweiz könnte die Closeau-Stele eines der ältesten neolithischen Monumente in Frankreich sein.
Analogien bestehen auch zwischen dieser und anderen Darstellungen auf Felsen und Stelen der Region. Das Gesicht von Le Closeau ähnelt dem im nahen Vallée aux Noirs.